# جام ملت‌های آسیا ۲۰۲۳
جام ملت‌های آسیا ۲۰۲۳ هجدهمین دورهٔ جام ملت‌های آسیا بود که به میزبانی قطر برگزار شد. تعداد تیم‌های شرکت‌کننده در این دوره از رقابت‌ها ۲۴ تیم بود. تیم ملی فوتبال قطر توانست  با دفاع از عنوان قهرمانی  در این دوره نیز موفق به کسب عنوان قهرمانی شود. در ابتدا قرار بود این دوره از مسابقات به میزبانی چین برگزار شود؛ اما به علت شیوع دوبارهٔ ویروس کرونا در دنیا، کنفدراسیون فوتبال آسیا به صورت رسمی خبر انصراف چین را از میزبانی اعلام کرد و پس از بررسی‌های ای‌اف‌سی میزبانی این مسابقات برای سومین بار به قطر رسید. همچنین این دوره از مسابقات که قرار بود در اواخر بهار و اوایل تابستان برگزار شود به دلیل گرمای قطر در این بازه زمانی از سال و همچنین شرکت قطر در جام طلایی کونکاکاف به زمستان موکول شد.

## انتخاب میزبان
بعد از برگزاری عالی جام جهانی فوتبال در قطر و انصراف چین از میزبانی، ای‌اف‌سی کشور قطر را بهترین میزبان برای این جام دید. کنفدراسیون فوتبال آسیا در روز ۱۷ اکتبر ۲۰۲۲ (۲۵ مهر) میزبانی این مسابقات را به قطر سپرد. پیش از این اعلام شد که چهار کشور استرالیا، اندونزی، کره جنوبی و قطر خواهان جانشینی چین به عنوان میزبان جام ملت‌های آسیا ۲۰۲۳ شده بودند. چین در سال ۲۰۲۲ اعلام کرد که به دلیل کروناویروس از میزبانی جام ملت‌های آسیا انصراف می‌دهد. پیش از این میزبانی، چین بازی‌های آسیایی ۲۰۲۲ را هم به تعویق انداخته بود. و میزبانی به کشور قطر شد

## تیم‌های راه‌یافته

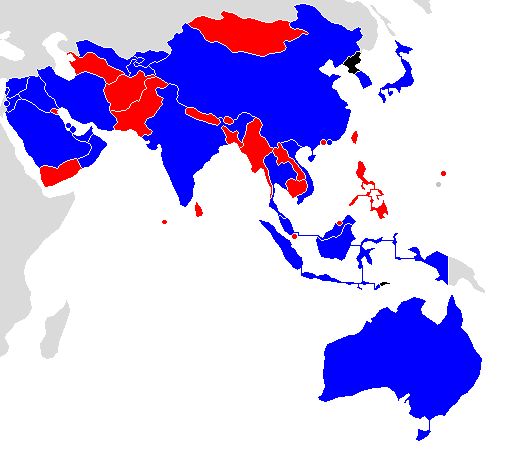

روند مراحل مقدماتی این دوره به عنوان مسابقات مقدماتی آسیا که همچنین برای راه‌یابی به جام جهانی فوتبال ۲۰۲۲ عمل می‌کرد بود. قطر از پیش به‌طور خودکار به مرحلهٔ دوم راه یافته بود و فقط برای راه‌یابی به جام ملت‌های آسیا ۲۰۲۳ در این دوره‌ها شرکت می‌کرد. چین که به دلیل میزبانی رقابت‌ها از پیش به‌طور خودکار به جام ملت‌های آسیا ۲۰۲۳ راه یافته بود، در مسابقات مقدماتی نیز شرکت کرد تا در مسابقات راه‌یابی به جام جهانی فوتبال ۲۰۲۲ حضور داشته باشد.
تیمور شرقی از حضور در مسابقات مقدماتی محروم شد زیرا مشخص شد دوازده بازیکن غیرمجاز در جریان مسابقات مقدماتی جام ملت‌های آسیا ۲۰۱۹ در اختیار دارد. با این حال، از آنجا که فیفا آنها را از حضور در مسابقات مقدماتی جام جهانی فوتبال ۲۰۲۲ منع نکرد، تیمور شرقی همچنان مجاز به ورود به مسابقات بود، اما صلاحیت حضور در جام ملت‌های آسیا ۲۰۲۳ را نداشت.
مرحلهٔ مقدماتی در تاریخ ۶ ژوئن ۲۰۱۹ برای ۲۳ تیم جهت حضور در کشور میزبان چین آغاز شد. این مسابقات به دلیل برگزاری جام جهانی فوتبال ۲۰۲۲ قطر که در نوامبر و دسامبر ۲۰۲۲ برگزار می‌شود، به جای تاریخ معمول ژانویه و فوریه، در ژوئن و ژوئیه ۲۰۲۳ برگزار خواهد شد. کره شمالی به دلیل ترس از همه‌گیری بیماری کرونا از مسابقات مقدماتی کنار رفت. ژاپن با شکست ۱۰–۰ میانمار به عنوان نخستین تیم به مسابقات راه یافت.

### تیم‌های راه‌یافته
| تیم               | نحوهٔ راه‌یابی                    | تاریخ راه‌یابی | تعداد حضور | آخرین حضور | بهترین عملکرد در گذشته                           |
| ----------------- | ------------------------------- | ------------- | ---------- | ---------- | ------------------------------------------------ |
| قطر               | تیم اول مرحلهٔ دوم گروه E میزبان | ۷ ژوئن ۲۰۲۱   | ۱۱ بار     | ۲۰۱۹       | قهرمان (۲۰۱۹)                                    |
| ژاپن              | تیم اول مرحلهٔ دوم گروهF         | ۲۸ مه ۲۰۲۱    | ۱۰ بار     | ۲۰۱۹       | قهرمان (۱۹۹۲، ۲۰۰۰، ۲۰۰۴، ۲۰۱۱)                  |
| سوریه             | تیم اول مرحلهٔ دوم گروه A        | ۷ ژوئن ۲۰۲۱   | ۷ بار      | ۲۰۱۹       | مرحله گروهی (۱۹۸۰، ۱۹۸۴، ۱۹۸۸، ۱۹۹۶؛ ۲۰۱۱، ۲۰۱۹) |
| کرهٔ جنوبی         | تیم اول مرحلهٔ دوم گروه H        | ۹ ژوئن ۲۰۲۱   | ۱۵ بار     | ۲۰۱۹       | قهرمان (۱۹۵۶، ۱۹۶۰)                              |
| استرالیا          | تیم اول مرحلهٔ دوم گروه B        | ۱۱ ژوئن ۲۰۲۱  | ۵ بار      | ۲۰۱۹       | قهرمان (۲۰۱۵)                                    |
| ایران             | تیم اول مرحلهٔ دوم گروه C        | ۱۵ ژوئن ۲۰۲۱  | ۱۵ بار     | ۲۰۱۹       | قهرمان (۱۹۶۸، ۱۹۷۲، ۱۹۷۶)                        |
| عربستان سعودی     | تیم اول مرحلهٔ دوم گروه D        | ۱۵ ژوئن ۲۰۲۱  | ۱۱ بار     | ۲۰۱۹       | قهرمان (۱۹۸۴، ۱۹۸۸، ۱۹۹۶)                        |
| امارات متحدهٔ عربی | تیم اول مرحلهٔ دوم گروه G        | ۱۵ ژوئن ۲۰۲۱  | ۱۱ بار     | ۲۰۱۹       | نایب‌قهرمان (۱۹۹۶)                                |
| چین               | تیم دوم مرحلهٔ دوم گروه A        | ۱۵ ژوئن ۲۰۲۱  | ۱۳ بار     | ۲۰۱۹       | نایب‌قهرمان (۱۹۸۴، ۲۰۰۴)                          |
| عراق              | تیم دوم مرحلهٔ دوم گروه C        | ۱۵ ژوئن ۲۰۲۱  | ۱۰ بار     | ۲۰۱۹       | قهرمان (۲۰۰۷)                                    |
| عمان              | تیم دوم مرحلهٔ دوم گروه E        | ۱۵ ژوئن ۲۰۲۱  | ۵ بار      | ۲۰۱۹       | مرحلهٔ یک‌شانزدهم (۲۰۱۹)                           |
| ویتنام            | تیم دوم مرحلهٔ دوم گروه G        | ۱۵ ژوئن ۲۰۲۱  | ۵ بار      | ۲۰۱۹       | مقام چهارم (۱۹۵۶، ۱۹۶۰)                          |
| لبنان             | تیم دوم مرحلهٔ دوم گروه H        | ۱۵ ژوئن ۲۰۲۱  | ۳ بار      | ۲۰۱۹       | مرحلهٔ گروهی (۲۰۰۰، ۲۰۱۹)                         |
| اردن              | تیم اول مرحله سوم گروه A        | ۱۴ ژوئن ۲۰۲۲  | ۵ بار      | ۲۰۱۹       | یک چهارم نهایی (۲۰۰۴، ۲۰۱۱)                      |
| فلسطین            | تیم اول مرحله سوم گروه B        | ۱۴ ژوئن ۲۰۲۲  | ۳ بار      | ۲۰۱۹       | مرحله گروهی (۲۰۱۹)                               |
| ازبکستان          | تیم اول مرحله سوم گروه C        | ۱۴ ژوئن ۲۰۲۲  | ۸ بار      | ۲۰۱۹       | مقام چهارم (۲۰۱۱)                                |
| هند               | تیم اول مرحله سوم گروه D        | ۱۴ ژوئن ۲۰۲۲  | ۵ بار      | ۲۰۱۹       | نایب قهرمان (۱۹۶۴)                               |
| بحرین             | تیم اول مرحله سوم گروه E        | ۱۴ ژوئن ۲۰۲۲  | ۷ بار      | ۲۰۱۹       | مقام چهارم (۲۰۰۴)                                |
| تاجیکستان         | تیم اول مرحله سوم گروه F        | ۱۴ ژوئن ۲۰۲۲  | ۰          | اولین حضور | اولین حضور                                       |
| اندونزی           | تیم دوم مرحله سوم گروه A        | ۱۴ ژوئن ۲۰۲۲  | ۵ بار      | ۲۰۰۷       | مرحله گروهی (۲۰۰۷)                               |
| تایلند            | تیم دوم مرحله سوم گروه C        | ۱۴ ژوئن ۲۰۲۲  | ۸ بار      | ۲۰۱۹       | مقام سوم (۱۹۷۲)                                  |
| هنگ کنگ           | تیم دوم مرحله سوم گروه D        | ۱۴ ژوئن ۲۰۲۲  | ۴ بار      | ۱۹۶۸       | مقام سوم (۱۹۵۶)                                  |
| مالزی             | تیم دوم مرحله سوم گروه E        | ۱۴ ژوئن ۲۰۲۲  | ۴ بار      | ۲۰۰۷       | مرحله گروهی (۲۰۰۷)                               |
| قرقیزستان         | تیم دوم مرحله سوم گروه F        | ۱۴ ژوئن ۲۰۲۲  | ۲ بار      | ۲۰۱۹       | مرحله گروهی (۲۰۱۹)                               |

## قرعه‌کشی
۲۴ تیم در ۴ گلدان ۶ تیمی قرار گرفتند و 
مراسم قرعه کشی این رقابت‌ها براساس رنکینگ زمان قرعه‌کشی در ۱۱ مه ۲۰۲۳ (۲۱ اردیبهشت ۱۴۰۲) برگزار شد.
 نکته: رنکینگ نوشته شده در مقابل تیم‌ها براساس زمان قرعه کشی بوده‌است با رنکینگ زمان برگزاری وپایان مسابقات متفاوت است.
| گلدان ۱                                                                                          | گلدان ۲                                                                               | گلدان ۳                                                                           | گلدان ۴                                                                                  |
| ------------------------------------------------------------------------------------------------ | ------------------------------------------------------------------------------------- | --------------------------------------------------------------------------------- | ---------------------------------------------------------------------------------------- |
| قطر (۶۱) (میزبان) · ژاپن (۲۰) · ایران (۲۴) · کرهٔ جنوبی (۲۷) · استرالیا (۲۹) · عربستان سعودی (۵۴) | عراق (۶۷) · امارات متحدهٔ عربی (۷۲) · عمان (۷۳) · ازبکستان (۷۴) · چین (۸۱) · اردن (۸۴) | بحرین (۸۵) · سوریه (۹۰) · فلسطین (۹۳) · ویتنام (۹۵) · قرقیزستان (۹۶) · لبنان (۹۹) | هند (۱۰۱) · تاجیکستان (۱۰۹) · تایلند (۱۱۴) · مالزی (۱۳۸) · هنگ کنگ (۱۴۷) · اندونزی (۱۴۹) |

### گروه‌بندی
| Pos | تیم       |
| --- | --------- |
| A1  | قطر       |
| A2  | چین       |
| A3  | تاجیکستان |
| A4  | لبنان     |

| Pos | تیم      |
| --- | -------- |
| B1  | استرالیا |
| B2  | ازبکستان |
| B3  | سوریه    |
| B4  | هند      |

| Pos | تیم               |
| --- | ----------------- |
| C1  | ایران             |
| C2  | امارات متحدهٔ عربی |
| C3  | فلسطین            |
| C4  | هنگ کنگ           |

| Pos | تیم     |
| --- | ------- |
| D1  | ژاپن    |
| D2  | اندونزی |
| D3  | عراق    |
| D4  | ویتنام  |

| Pos | تیم       |
| --- | --------- |
| E1  | کرهٔ جنوبی |
| E2  | مالزی     |
| E3  | اردن      |
| E4  | بحرین     |

| Pos | تیم           |
| --- | ------------- |
| F1  | عربستان سعودی |
| F2  | تایلند        |
| F3  | قرقیزستان     |
| F4  | عمان          |

## داوری
در ۱۴ سپتامبر ۲۰۲۳، کنفدراسیون فوتبال آسیا فهرستی متشکل از ۳۳ داور، ۳۷ کمک داور، دو داور آماده به کار و دو کمک داور آماده به کار برای مسابقات را اعلام کرد که شامل دو داور زن و سه کمک داور زن می‌شد. کمک داور ویدیویی (وی‌اِی‌آر) برای کل مسابقات اجرا شد. همچنین سیستم فناوری آفساید نیمه خودکار که از ۱۲ دوربین تخصصی و هوش مصنوعی بهره می‌برد، در تمامی ۵۱ مسابقه اجرا شد. این سیستم اولین باری بود که در یک تورنمت فوتبال حضور پیدا می‌کرد و این موضوع ای‌اف‌سی را به اولین کنفدراسیونی تبدیل کرد که سیستم آفساید نیمه‌خودکار را در سطح تیم ملی مردان قاره اعمال کرده است.

### داوران
- شان ایوانز
- علیرضا فغانی[ب]
- کیت یاسویچ
- موعود بنیادی‌فر[۵]
- فو مینگ
- ما نینگ
- مهند قاسم
- یوسوکه اراکی
- جامپیی لیدا
- هیرویوکی کیمورا
- یوشیمی یاماشیتا
- ادهم مخادمه
- کیم هی گون
- کیم جونگ هیئوک
- کو هیونگ جین
- محمدخالد الحویش
- خالد الترایس
- احمد العلی
- عبدالله جمالی
- نظمی نصرالدین
- احمد الکاف
- عبدالرحمن الجاسم
- عبدالله المری
- خمیس المری
- سلمان احمد فلاحی
- محمد تقی الجعفری
- هنا هتاب
- سیواکورن پوئودوم
- عمر آلی
- عادل النقبی
- محمد عبدالله حسن محمد
- آخرول ریسکولایف
- ایلگیز تانتاشف
- سعدالله گلمرادی

در این دوره از مسابقات یوشیمی یاماشیتا نخستین داور زن تاریخ جام ملت‌های آسیا بود.

همچنین علیرضا فغانی، داور ایرانی-استرالیایی، با تابعیت استرالیایی خود در این مسابقات حضور داشت.

### کمک داوران
- اشلی بیچام
- آنتون شچتینین
- ژانگ چنگ
- ژو فی
- علیرضا ایلدروم
- سعید قاسمی
- احمد البغدادی
- وثق السوایدی
- ماکوتو بوزونو
- جون میهارا
- تاکومی تاکاگی
- نائومی تشیروگی
- محمد الکلاف
- احمد الروال
- احمد عباس
- عبدالهادی العانزی
- محدعارف شمیل بن عبد راسید
- محمد زائر بن خلیل تان
- ابوبکر الامری
- راشد الغیثی
- سعود المقاله
- طالب المری
- زید الشمری
- یاسر السلطان
- عبدالحنان بن عبدالحسیم
- رونی کوه مین کیات
- کیم کیونگ مین
- پارک سانگ جون
- یون جائه یول
- علی احمد
- محمد کزاز
- تانات چوچون
- راووت ناکاریت
- محمد الحمادی
- حسن المهری
- تیمور گاینولین
- آندری تساپنکو

### داوران آماده‌باش
- تورو کامیکاوا
- ماجد الشمرانی

### کمک داوران آماده‌باش
- کائو یی
- چونگ ییم یاو
- اسماعیل الحافی
- سعد الفضلی
- عبدالرحمن حسین
- محمد العباکری
- جان چیا انگ وا
- فرخاد عبدالله اف

## ورزشگاه‌ها
پنج شهر در زمان ارسال درخواست برای میزبانی مسابقات نامزد بودند، از جمله هفت ورزشگاه که پیش از این برای جام جهانی فوتبال ۲۰۲۲ آماده شده بودند. در ۵ آوریل ۲۰۲۳، ای‌اف‌سی نه ورزشگاه در چهار شهر را به عنوان میزبان اعلام کرد. در ۲۱ اوت ۲۰۲۳، ورزشگاه ملی لوسیل به عنوان نهمین ورزشگاه اعلام شد همهٔ ورزشگاه‌ها به جز ورزشگاه ۹۷۴ جزو ورزشگاه‌های میزبان در جام جهانی فوتبال ۲۰۲۲ بودند که برای این مسابقات نیز انتخاب شدند، همراه با ورزشگاه جاسم بن حمد، که میزبان مسابقات در جام ملت‌های آسیا ۲۰۱۱، بود و ورزشگاه عبدالله بن خلیفه که پیش از این میزبان هیچ تورنمنت بین‌المللی نبوده‌است.
ورزشگاه ملی لوسیل میزبان بازی افتتاحیه در ۱۲ ژانویه بود. ورزشگاه احمد بن علی در الریان و ورزشگاه الثمامه در دوحه میزبان مسابقات نیمه‌نهایی خواهند بود و ورزشگاه لوسیل میزبان بازی نهایی در ۱۰ فوریه است.
در ۵ ژانویهٔ ۲۰۲۴، مرکز اصلی رسانه‌ای برای پوشش مسابقات به‌طور رسمی در مشیرب مرکز شهر دوحه افتتاح شد.
| دوحه                     | دوحه                                 | دوحه                    |
| ------------------------ | ------------------------------------ | ----------------------- |
| ورزشگاه عبدالله بن خلیفه | ورزشگاه الثمامه                      | ورزشگاه جاسم بن حمد     |
| گنجایش: ۱۰٬۰۰۰ نفر       | گنجایش: ۴۴٬۴۰۰ نفر                   | گنجایش: ۱۵٬۰۰۰ نفر      |
|                          |                                      |                         |
| الریان                   |                                      |                         |
| ورزشگاه شهر آموزش        | ورزشگاه احمد بن علی (ورزشگاه الریان) | ورزشگاه بین‌المللی خلیفه |
| گنجایش: ۴۴٬۶۶۷ نفر       | گنجایش: ۴۵٬۰۳۲ نفر                   | گنجایش: ۴۵٬۸۵۷ نفر      |
|                          |                                      |                         |
| لوسیل                    | الخور                                | الوکره                  |
| ورزشگاه ملی لوسیل        | ورزشگاه البیت                        | ورزشگاه الجنوب          |
| گنجایش: ۸۸٬۹۶۶ نفر       | گنجایش: ۶۸٬۸۹۵ نفر                   | گنجایش: ۴۴٬۳۲۵ نفر      |
|                          |                                      |                         |

## مراسم افتتاحیه
مراسم افتتاحیه با نام «فصل گمشده کلیله و دمنه» در ورزشگاه ملی لوسیل، قبل از مسابقه افتتاحیه بین قطر و لبنان در ۱۲ ژانویه ۲۰۲۴ برگزار شد. در این برنامه نیم ساعته بازیگرانی حضور داشتند که ۲۴ حیوان بومی آسیا و خاورمیانه را به تصویر می‌کشیدند که برخی از آن‌ها دیگر وجود ندارند و نسل آن‌ها منقرض شده‌است. این نمایش که روح دوستی و انسانیت را در فرهنگ‌های مختلف آسیا، فراتر از مرزها و زبان‌ها تجلیل می‌کرد، مورد توجه مخاطبان قرار گرفت. این مراسم شاهد اجرای چندین آواز و نمایش بود و حسن الهیدوس کاپیتان تیم ملی قطر مسئولیت ادای سوگند قهرمانی را به مصعب البطاط کاپیتان تیم ملی فلسطین واگذار کرد.
همچنین شیخ تمیم بن حمد آل ثانی، امیر قطر هم در زمان برگزاری مراسم در ورزشگاه حضور داشت و این مراسم را از نزدیک تماشا کرد.

## مراسم اختتامیه
مراسم اختتامیه با حضور خواننده کره ای بی بی، خواننده کویتی حمود الخضر و خواننده قطری فهد الحجاجی پیش از فینال در ورزشگاه لوسیل در ۱۰ فوریه ۲۰۲۴ برگزار شد.

## ترکیب تیم‌ها
هر تیم ملزم به ثبت ترکیبی با حداقل ۱۸ بازیکن و حداکثر ۲۳ بازیکن بود که حداقل سه نفر از آنها باید دروازه‌بان باشند. در دسامبر ۲۰۲۳، تعداد نفرات لیست هر تیم به حداکثر به ۲۶ بازیکن افزایش یافت.

## مرحله گروهی
| معیارهای و ضوابط مربوط به زمانی که دو تیم در مرحله گروهی امتیاز مساوی کسب کرده باشند |
| --- |
| در صورتی که براساس امتیازهای کسب شده در هر بازی (برد ۳ امتیاز، تساوی ۱ امتیاز و باخت ۰ امتیاز) دو تیم در یک گروه امتیاز مساوی داشته باشند به ترتیب ضوابط زیر تصمیم‌گیری خواهند شد: 1. امتیازات بدست آمده در بازی‌های رودرو تیم ها؛ 2. تفاضل گل در مسابقات دوجانبه؛ 3. تعداد گل زده در مسابقات دوجانبه؛ 4. تفاضل گل در همه مسابقات گروهی؛ 5. تعداد گل‌های زده در همه مسابقات گروهی؛ 6. تعداد خطا؛ 7. تعداد کارت‌های زرد و قرمز کمتر در مسابقات گروهی؛ 8. قرعه کشی توسط کمیته برگزاری مسابقات؛ |

### گروه A
| رتبه | تیم       | بازی | برد | مساوی | باخت | گل زده | گل خورده | گل تفاضل | امتیاز | صلاحیت           |
| ---- | --------- | ---- | --- | ----- | ---- | ------ | -------- | -------- | ------ | ---------------- |
| ۱    | قطر (H)   | ۳    | ۳   | ۰     | ۰    | ۵      | ۰        | ۵+       | ۹      | صعود به دور حذفی |
| ۲    | تاجیکستان | ۳    | ۱   | ۱     | ۱    | ۲      | ۲        | ۰        | ۴      | صعود به دور حذفی |
| ۳    | چین       | ۳    | ۰   | ۲     | ۱    | ۰      | ۱        | ۱−       | ۲      |                  |
| ۴    | لبنان     | ۳    | ۰   | ۱     | ۲    | ۱      | ۵        | ۴−       | ۱      |                  |

| قطر                                  | ۳–۰   | لبنان |
| ------------------------------------ | ----- | ----- |
| اکرم عفیف ۴۵'، ۶+۹۰' · المعز علی ۵۶' | گزارش |       |

| چین | ۰–۰   | تاجیکستان |
| --- | ----- | --------- |
|     | گزارش |           |

| لبنان | ۰–۰   | چین |
| ----- | ----- | --- |
|       | گزارش |     |

| تاجیکستان | ۰–۱   | قطر           |
| --------- | ----- | ------------- |
|           | گزارش | ۱۷' اکرم عفیف |

| قطر             | ۱–۰   | چین |
| --------------- | ----- | --- |
| حسن الهیدوس ۶۶' | گزارش |     |

| تاجیکستان                                       | ۲–۱   | لبنان          |
| ----------------------------------------------- | ----- | -------------- |
| پرویزجان عمربایف ۸۰' · نورالدین همراه‌قلوف ۲+۹۰' | گزارش | ۴۷' باسل جرادی |

### گروه B
| رتبه | تیم      | بازی | برد | مساوی | باخت | گل زده | گل خورده | گل تفاضل | امتیاز | صلاحیت           |
| ---- | -------- | ---- | --- | ----- | ---- | ------ | -------- | -------- | ------ | ---------------- |
| ۱    | استرالیا | ۳    | ۲   | ۱     | ۰    | ۴      | ۱        | ۳+       | ۷      | صعود به دور حذفی |
| ۲    | ازبکستان | ۳    | ۱   | ۲     | ۰    | ۴      | ۱        | ۳+       | ۵      | صعود به دور حذفی |
| ۳    | سوریه    | ۳    | ۱   | ۱     | ۱    | ۱      | ۱        | ۰        | ۴      | صعود به دور حذفی |
| ۴    | هند      | ۳    | ۰   | ۰     | ۳    | ۰      | ۶        | ۶−       | ۰      |                  |

| استرالیا                       | ۲–۰   | هند |
| ------------------------------ | ----- | --- |
| جکسون اروین ۵۰' · جردن بوس ۷۳' | گزارش |     |

| ازبکستان | ۰–۰   | سوریه |
| -------- | ----- | ----- |
|          | گزارش |       |

| سوریه | ۰–۱   | استرالیا        |
| ----- | ----- | --------------- |
|       | گزارش | ۵۹' جکسون اروین |

| هند | ۰–۳   | ازبکستان                                                     |
| --- | ----- | ------------------------------------------------------------ |
|     | گزارش | ۴'عباس‌بک فیض‌الله‌یف · ۱۸'ایگور سرگیف · ۴۵+۴' شیرزاد نصرالله‌اف |

| استرالیا                   | ۱–۱   | ازبکستان              |
| -------------------------- | ----- | --------------------- |
| مارتین بویل ۱+۴۵' (پنالتی) | گزارش | ۷۸' عزیزبک تورگون‌بائف |

| سوریه         | ۱–۰   | هند |
| ------------- | ----- | --- |
| عمر خربین ۷۶' | گزارش |     |

### گروه C
| رتبه | تیم               | بازی | برد | مساوی | باخت | گل زده | گل خورده | گل تفاضل | امتیاز | صلاحیت           |
| ---- | ----------------- | ---- | --- | ----- | ---- | ------ | -------- | -------- | ------ | ---------------- |
| ۱    | ایران             | ۳    | ۳   | ۰     | ۰    | ۷      | ۲        | ۵+       | ۹      | صعود به دور حذفی |
| ۲    | امارات متحدهٔ عربی | ۳    | ۱   | ۱     | ۱    | ۵      | ۴        | ۱+       | ۴      | صعود به دور حذفی |
| ۳    | فلسطین            | ۳    | ۱   | ۱     | ۱    | ۵      | ۵        | ۰        | ۴      | صعود به دور حذفی |
| ۴    | هنگ کنگ           | ۳    | ۰   | ۰     | ۳    | ۱      | ۷        | ۶−       | ۰      |                  |

| ایران                                                                    | ۴–۱   | فلسطین          |
| ------------------------------------------------------------------------ | ----- | --------------- |
| کریم انصاری‌فرد ۲' · شجاع خلیل‌زاده ۱۳' · مهدی قایدی ۳۸' · سردار آزمون ۵۵' | گزارش | ۶+۴۵' تامر صیام |

| امارات متحدهٔ عربی                                    | ۳–۱   | هنگ کنگ       |
| ---------------------------------------------------- | ----- | ------------- |
| سلطان عادل ۳۴' · زاید سلطان ۵۲' · یحیی الغسانی ۹۰+۶' | گزارش | ۴۹' فیلیپ چان |

| فلسطین       | ۱–۱   | امارات متحدهٔ عربی |
| ------------ | ----- | ----------------- |
| بدر ناصر '۵۰ | گزارش | ۲۳' سلطان عادل    |

| هنگ کنگ | ۰–۱   | ایران          |
| ------- | ----- | -------------- |
|         | گزارش | ۲۴' مهدی قایدی |

| ایران               | ۲–۱   | امارات متحدهٔ عربی  |
| ------------------- | ----- | ------------------ |
| مهدی طارمی ۲۶'، ۶۵' | گزارش | ۹۰+۳' یحیی الغسانی |

| هنگ کنگ | ۰–۳   | فلسطین                                     |
| ------- | ----- | ------------------------------------------ |
|         | گزارش | ۱۲' عدی دباغ · ۴۸' زید قنبر · ۶۰' عدی دباغ |

### گروه D
| رتبه | تیم     | بازی | برد | مساوی | باخت | گل زده | گل خورده | گل تفاضل | امتیاز | صلاحیت           |
| ---- | ------- | ---- | --- | ----- | ---- | ------ | -------- | -------- | ------ | ---------------- |
| ۱    | عراق    | ۳    | ۳   | ۰     | ۰    | ۸      | ۴        | ۴+       | ۹      | صعود به دور حذفی |
| ۲    | ژاپن    | ۳    | ۲   | ۰     | ۱    | ۸      | ۵        | ۳+       | ۶      | صعود به دور حذفی |
| ۳    | اندونزی | ۳    | ۱   | ۰     | ۲    | ۳      | ۶        | ۳−       | ۳      | صعود به دور حذفی |
| ۴    | ویتنام  | ۳    | ۰   | ۰     | ۳    | ۴      | ۸        | ۴−       | ۰      |                  |

| ژاپن                                                           | ۴–۲   | ویتنام                               |
| -------------------------------------------------------------- | ----- | ------------------------------------ |
| تاکومی مینامینو ۱۱'، ۴۵' · کیتو ناکامورا ۴+۴۵' · آیاسه یدا ۸۵' | گزارش | ۱۶' انگوین دین باک · ۳۳' فام توان‌های |

| اندونزی              | ۱–۳   | عراق                                            |
| -------------------- | ----- | ----------------------------------------------- |
| مارسلینو فردینان ۳۷' | گزارش | ۱۷' مهند علی · ۴۵+۷' اسامه رشید · ۷۵' ایمن حسین |

| ویتنام | ۰–۱   | اندونزی                        |
| ------ | ----- | ------------------------------ |
|        | گزارش | ۴۲' (پنالتی) اسناوی مانجکوالام |

| عراق                | ۲–۱   | ژاپن              |
| ------------------- | ----- | ----------------- |
| ایمن حسین ۵'، ۴+۴۵' | گزارش | ۹۰+۳' واتارو اندو |

| ژاپن                                          | ۳–۱   | اندونزی             |
| --------------------------------------------- | ----- | ------------------- |
| آیاسه یدا ۶' (پنالتی)، ۵۲' · جاستین هابنر '۸۸ | گزارش | ۹۰+۱' ریکی کمبوئایا |

| عراق                                              | ۳–۲   | ویتنام                                       |
| ------------------------------------------------- | ----- | -------------------------------------------- |
| ریبین سولاقا ۴۷' · ایمن حسین ۷۲'، ۱۲+۹۰' (پنالتی) | گزارش | ۴۲' بوی هوانگ ویت آن · ۹۰+۱' انگوین کوانگ‌های |

### گروه E
| رتبه | تیم       | بازی | برد | مساوی | باخت | گل زده | گل خورده | گل تفاضل | امتیاز | صلاحیت           |
| ---- | --------- | ---- | --- | ----- | ---- | ------ | -------- | -------- | ------ | ---------------- |
| ۱    | بحرین     | ۳    | ۲   | ۰     | ۱    | ۳      | ۳        | ۰        | ۶      | صعود به دور حذفی |
| ۲    | کرهٔ جنوبی | ۳    | ۱   | ۲     | ۰    | ۸      | ۶        | ۲+       | ۵      | صعود به دور حذفی |
| ۳    | اردن      | ۳    | ۱   | ۱     | ۱    | ۶      | ۳        | ۳+       | ۴      | صعود به دور حذفی |
| ۴    | مالزی     | ۳    | ۰   | ۱     | ۲    | ۳      | ۸        | ۵−       | ۱      |                  |

| کرهٔ جنوبی                              | ۳–۱   | بحرین              |
| -------------------------------------- | ----- | ------------------ |
| هوانگ این-بئوم ۳۸' · کنگین لی ۵۵'، ۶۹' | گزارش | ۵۰' عبدالله الحشاش |

| مالزی | ۰–۴   | اردن                                        |
| ----- | ----- | ------------------------------------------- |
|       | گزارش | ۱۲'، ۳۳'محمود المرضی · ۱۸'، ۸۵'موسی التعمری |

| اردن                                  | ۲–۲   | کرهٔ جنوبی                          |
| ------------------------------------- | ----- | ---------------------------------- |
| پارک یونگ-وو '۳۷ · یزن النعیمات ۶+۴۵' | گزارش | ۹' سون هیونگ مین · '۹۰+۱ یزن العرب |

| بحرین         | ۱–۰   | مالزی |
| ------------- | ----- | ----- |
| علی مدن ۵+۹۰' | گزارش |       |

| کرهٔ جنوبی                                                        | ۳–۳ | مالزی                                                          |
| ---------------------------------------------------------------- | --- | -------------------------------------------------------------- |
| جئونگ وو-یئونگ ۲۱' · کنگین لی ۸۳' · سون هیونگ-مین ۴+۹۰' (پنالتی) |     | ۵۱'فیصل حلیم · ۶۲' (پنالتی)عارف ایمن هناپی · ۹۰+۱۵'رومل مورالس |

| اردن | ۰–۱ | بحرین                |
| ---- | --- | -------------------- |
|      |     | ۳۴'عبدالله یوسف هلال |

### گروه F
| رتبه | تیم           | بازی | برد | مساوی | باخت | گل زده | گل خورده | گل تفاضل | امتیاز | صلاحیت           |
| ---- | ------------- | ---- | --- | ----- | ---- | ------ | -------- | -------- | ------ | ---------------- |
| ۱    | عربستان سعودی | ۳    | ۲   | ۱     | ۰    | ۴      | ۱        | ۳+       | ۷      | صعود به دور حذفی |
| ۲    | تایلند        | ۳    | ۱   | ۲     | ۰    | ۲      | ۰        | ۲+       | ۵      | صعود به دور حذفی |
| ۳    | عمان          | ۳    | ۰   | ۲     | ۱    | ۲      | ۳        | ۱−       | ۲      |                  |
| ۴    | قرقیزستان     | ۳    | ۰   | ۱     | ۲    | ۱      | ۵        | ۴−       | ۱      |                  |

| تایلند                | ۲–۰   | قرقیزستان |
| --------------------- | ----- | --------- |
| سوپاچای جیدد ۲۶'، ۴۸' | گزارش |           |

| عربستان سعودی                          | ۲–۱   | عمان             |
| -------------------------------------- | ----- | ---------------- |
| عبدالرحمن غریب ۷۸' · علی البلیهی ۶+۹۰' | گزارش | ۱۴'صلاح الیحیائی |

| عمان | ۰–۰   | تایلند |
| ---- | ----- | ------ |
|      | گزارش |        |

| قرقیزستان | ۰–۲   | عربستان سعودی                   |
| --------- | ----- | ------------------------------- |
|           | گزارش | ۳۵' محمد کنو · ۸۴' فیصل الغامدی |

| عربستان سعودی | ۰–۰   | تایلند |
| ------------- | ----- | ------ |
|               | گزارش |        |

| قرقیزستان     | ۱–۱   | عمان            |
| ------------- | ----- | --------------- |
| جوئل کوجو ۸۰' | گزارش | ۸' محسن الغسانی |

### جدول رتبه‌بندی تیم‌های سوم
| رتبه | گروه | تیم     | بازی | برد | مساوی | باخت | گل زده | گل خورده | گل تفاضل | امتیاز | صلاحیت                                |
| ---- | ---- | ------- | ---- | --- | ----- | ---- | ------ | -------- | -------- | ------ | ------------------------------------- |
| ۱    | E    | اردن    | ۳    | ۱   | ۱     | ۱    | ۶      | ۳        | ۳+       | ۴      | صعود به دور حذفی جام ملت‌های آسیا ۲۰۲۳ |
| ۲    | C    | فلسطین  | ۳    | ۱   | ۱     | ۱    | ۵      | ۵        | ۰        | ۴      | صعود به دور حذفی جام ملت‌های آسیا ۲۰۲۳ |
| ۳    | B    | سوریه   | ۳    | ۱   | ۱     | ۱    | ۱      | ۱        | ۰        | ۴      | صعود به دور حذفی جام ملت‌های آسیا ۲۰۲۳ |
| ۴    | D    | اندونزی | ۳    | ۱   | ۰     | ۲    | ۳      | ۶        | ۳−       | ۳      | صعود به دور حذفی جام ملت‌های آسیا ۲۰۲۳ |
| ۵    | A    | چین     | ۳    | ۰   | ۲     | ۱    | ۰      | ۱        | ۱−       | ۲      |                                       |
| ۶    | F    | عمان    | ۳    | ۰   | ۲     | ۱    | ۲      | ۳        | ۱−       | ۲      |                                       |

## مرحله حذفی

### نمودار
|  | یک‌هشتم نهایی                                     | یک‌هشتم نهایی                            |                                           |       | یک چهارم نهایی | یک چهارم نهایی |  |  | نیمه نهایی | نیمه نهایی |  |  | فینال | فینال |
|  |                                                  |                                         |                                           |       |                |                |  |  |            |            |  |  |       |       |
|  | ۲۸ ژانویه (۸ بهمن) ساعت ۱۹:۳۰– احمد بن علی       |                                         |                                           |       |                |                |  |  |            |            |  |  |       |       |
|  |                                                  |                                         |                                           |       |                |                |  |  |            |            |  |  |       |       |
|  | تاجیکستان (پ)                                    | ۱ (۵)                                   |                                           |       |                |                |  |  |            |            |  |  |       |       |
|  | تاجیکستان (پ)                                    | ۱ (۵)                                   | ۲ فوریه (۱۳ بهمن) ساعت ۱۵:۰۰– احمد بن علی |       |                |                |  |  |            |            |  |  |       |       |
|  | امارات متحدهٔ عربی                                | ۱ (۳)                                   |                                           |       |                |                |  |  |            |            |  |  |       |       |
|  | امارات متحدهٔ عربی                                | ۱ (۳)                                   | تاجیکستان                                 | ۰     |                |                |  |  |            |            |  |  |       |       |
|  | ۲۹ ژانویه (۹ بهمن) ساعت ۱۵:۰۰– بین‌المللی خلیفه   |                                         | تاجیکستان                                 | ۰     |                |                |  |  |            |            |  |  |       |       |
|  |                                                  | اردن                                    | ۱                                         |       |                |                |  |  |            |            |  |  |       |       |
|  | عراق                                             | اردن                                    | ۱                                         | ۲     |                |                |  |  |            |            |  |  |       |       |
|  | عراق                                             |                                         | ۶ فوریه (۱۷ بهمن) ساعت ۱۸:۳۰– احمد بن علی | ۲     |                |                |  |  |            |            |  |  |       |       |
|  | اردن                                             | ۳                                       |                                           |       |                |                |  |  |            |            |  |  |       |       |
|  | اردن                                             | ۳                                       | اردن                                      | ۲     |                |                |  |  |            |            |  |  |       |       |
|  | ۲۸ ژانویه (۸ بهمن) ساعت ۱۵:۰۰– جاسم بن حمد       |                                         | اردن                                      | ۲     |                |                |  |  |            |            |  |  |       |       |
|  |                                                  | کرهٔ جنوبی                               | ۰                                         |       |                |                |  |  |            |            |  |  |       |       |
|  | استرالیا                                         | کرهٔ جنوبی                               | ۰                                         | ۴     |                |                |  |  |            |            |  |  |       |       |
|  | استرالیا                                         | ۲ فوریه (۱۳ بهمن) ساعت ۱۹:۰۰– الجنوب    |                                           | ۴     |                |                |  |  |            |            |  |  |       |       |
|  | اندونزی                                          | ۰                                       |                                           |       |                |                |  |  |            |            |  |  |       |       |
|  | اندونزی                                          | ۰                                       | استرالیا                                  | ۱     |                |                |  |  |            |            |  |  |       |       |
|  | ۳۰ ژانویه (۱۰ بهمن) ساعت ۱۹:۳۰– شهر آموزش        |                                         | استرالیا                                  | ۱     |                |                |  |  |            |            |  |  |       |       |
|  |                                                  | کرهٔ جنوبی (و.ا.)                        | ۲                                         |       |                |                |  |  |            |            |  |  |       |       |
|  | عربستان سعودی                                    | کرهٔ جنوبی (و.ا.)                        | ۲                                         | ۱ (۲) |                |                |  |  |            |            |  |  |       |       |
|  | عربستان سعودی                                    |                                         | ۱۰ فوریه (۲۱ بهمن) ساعت ۱۸:۳۰– لوسیل      | ۱ (۲) |                |                |  |  |            |            |  |  |       |       |
|  | کرهٔ جنوبی (پ)                                    | ۱ (۴)                                   |                                           |       |                |                |  |  |            |            |  |  |       |       |
|  | کرهٔ جنوبی (پ)                                    | ۱ (۴)                                   | اردن                                      | ۱     |                |                |  |  |            |            |  |  |       |       |
|  | ۳۱ ژانویه (۱۱ بهمن) ساعت ۱۹:۳۰– عبدالله بن خلیفه |                                         | اردن                                      | ۱     |                |                |  |  |            |            |  |  |       |       |
|  |                                                  | قطر                                     | ۳                                         |       |                |                |  |  |            |            |  |  |       |       |
|  | ایران (پ)                                        | قطر                                     | ۳                                         | ۱ (۵) |                |                |  |  |            |            |  |  |       |       |
|  | ایران (پ)                                        | ۳ فوریه (۱۴ بهمن) ساعت ۱۵:۰۰– شهر آموزش |                                           | ۱ (۵) |                |                |  |  |            |            |  |  |       |       |
|  | سوریه                                            | ۱ (۳)                                   |                                           |       |                |                |  |  |            |            |  |  |       |       |
|  | سوریه                                            | ۱ (۳)                                   | ایران                                     | ۲     |                |                |  |  |            |            |  |  |       |       |
|  | ۳۱ ژانویه (۱۱ بهمن) ساعت ۱۵:۰۰–الثمامه           |                                         | ایران                                     | ۲     |                |                |  |  |            |            |  |  |       |       |
|  |                                                  | ژاپن                                    | ۱                                         |       |                |                |  |  |            |            |  |  |       |       |
|  | بحرین                                            | ژاپن                                    | ۱                                         | ۱     |                |                |  |  |            |            |  |  |       |       |
|  | بحرین                                            |                                         | ۷ فوریه (۱۸ بهمن) ساعت ۱۸:۳۰– الثمامه     | ۱     |                |                |  |  |            |            |  |  |       |       |
|  | ژاپن                                             | ۳                                       |                                           |       |                |                |  |  |            |            |  |  |       |       |
|  | ژاپن                                             | ۳                                       | ایران                                     | ۲     |                |                |  |  |            |            |  |  |       |       |
|  | ۲۹ ژانویه (۹ بهمن) ساعت ۱۹:۳۰– البیت             |                                         | ایران                                     | ۲     |                |                |  |  |            |            |  |  |       |       |
|  |                                                  | قطر                                     | ۳                                         |       |                |                |  |  |            |            |  |  |       |       |
|  | قطر                                              | قطر                                     | ۳                                         | ۲     |                |                |  |  |            |            |  |  |       |       |
|  | قطر                                              | ۳ فوریه (۱۴ بهمن) ساعت ۱۹:۰۰– البیت     |                                           | ۲     |                |                |  |  |            |            |  |  |       |       |
|  | فلسطین                                           | ۱                                       |                                           |       |                |                |  |  |            |            |  |  |       |       |
|  | فلسطین                                           | ۱                                       | قطر (پ)                                   | ۱ (۳) |                |                |  |  |            |            |  |  |       |       |
|  | ۳۰ ژانویه (۱۰ بهمن) ساعت ۱۵:۰۰– الجنوب           |                                         | قطر (پ)                                   | ۱ (۳) |                |                |  |  |            |            |  |  |       |       |
|  |                                                  | ازبکستان                                | ۱ (۲)                                     |       |                |                |  |  |            |            |  |  |       |       |
|  | ازبکستان                                         | ازبکستان                                | ۱ (۲)                                     | ۲     |                |                |  |  |            |            |  |  |       |       |
|  | ازبکستان                                         |                                         |                                           | ۲     |                |                |  |  |            |            |  |  |       |       |
|  | تایلند                                           | ۱                                       |                                           |       |                |                |  |  |            |            |  |  |       |       |
|  | تایلند                                           | ۱                                       |                                           |       |                |                |  |  |            |            |  |  |       |       |

### یک‌هشتم نهایی
| استرالیا                                                              | ۴–۰   | اندونزی |
| --------------------------------------------------------------------- | ----- | ------- |
| الکان باگوت '۱۲ · مارتین بویل ۴۵' · کریگ گودوین ۸۹' · هری سوتار ۱+۹۰' | گزارش |         |

| تاجیکستان                                                             | ۱–۱ (و.ا.) | امارات متحدهٔ عربی                                |
| --------------------------------------------------------------------- | ---------- | ------------------------------------------------ |
| وحدت حنانوف ۳۰'                                                       | گزارش      | ۹۰+۵' خلیفه الحمادی                              |
| ضربات پنالتی                                                          |            |                                                  |
| احتم نظروف · وحدت حنانوف · احسان پنشنبه · رستم سایروف · علی‌شیر شکوروف | ۵–۳        | عبدالله حمد · کایو کاندو · فابیو لیما · علی صالح |

| عراق                         | ۲–۳   | اردن                                                      |
| ---------------------------- | ----- | --------------------------------------------------------- |
| سعد ناطق ۶۸' · ایمن حسین ۷۶' | گزارش | ۴۵+۱' یزن النعیمات · ۹۰+۵' یزن العرب · ۹۰+۷' نزار الرشدان |

| قطر                                        | ۲–۱   | فلسطین       |
| ------------------------------------------ | ----- | ------------ |
| حسن الهیدوس ۶+۴۵' · اکرم عفیف ۴۹' (پنالتی) | گزارش | ۳۷' عدی دباغ |

| ازبکستان                                     | ۲–۱   | تایلند              |
| -------------------------------------------- | ----- | ------------------- |
| عزیزبک تورگون‌بائف ۳۷' · عباس‌بک فیض‌الله‌یف ۶۵' | گزارش | ۵۸' سوپاچوک ساراچات |

| عربستان سعودی                                            | ۱–۱ (و.ا.) | کرهٔ جنوبی                                                 |
| -------------------------------------------------------- | ---------- | --------------------------------------------------------- |
| عبدالله ردیف ۴۶'                                         | گزارش      | ۹۰+۹' چو گیو-سونگ                                         |
| ضربات پنالتی                                             |            |                                                           |
| محمد کنو · سعود عبدالحمید · سامی النجعی · عبدالرحمن غریب | ۲–۴        | سون هیونگ مین · کیم یونگ-گوون · چو گیو-سونگ · هانگ هی چان |

| بحرین         | ۱–۳   | ژاپن                                              |
| ------------- | ----- | ------------------------------------------------- |
| آیاسه یدا '۶۴ | گزارش | ۳۱' ریتسو دوان · ۴۹' تاکفوسا کوبو · ۷۲' آیاسه یدا |

| ایران                                                                      | ۱–۱ (و.ا.) | سوریه                                            |
| -------------------------------------------------------------------------- | ---------- | ------------------------------------------------ |
| مهدی طارمی ۳۴' (پنالتی)                                                    | گزارش      | ۶۴' (پنالتی) عمر خربین                           |
| ضربات پنالتی                                                               |            |                                                  |
| کریم انصاری‌فرد · رامین رضاییان · امید ابراهیمی · مهدی ترابی · احسان حاج‌صفی | ۵–۳        | پابلو صباغ · فهد یوسف · آیهام اوسو · علاء الدالی |

### یک‌چهارم نهایی
| تاجیکستان | ۰–۱   | اردن            |
| --------- | ----- | --------------- |
|           | گزارش | '۶۶ وحدت حنانوف |

| استرالیا        | ۱–۲ (و.ا.) | کرهٔ جنوبی                                       |
| --------------- | ---------- | ----------------------------------------------- |
| کریگ گودوین ۴۲' | گزارش      | ۹۰+۶' (پنالتی) هانگ هی چان · ۱۰۴' سون هیونگ مین |

| ایران                                         | ۲–۱   | ژاپن                |
| --------------------------------------------- | ----- | ------------------- |
| محمد محبی ۵۵' · علیرضا جهانبخش ۶+۹۰' (پنالتی) | گزارش | ۲۸' هیده‌ماسا موریتا |

| قطر                                                                 | ۱–۱ (و.ا.) | ازبکستان                                                                                 |
| ------------------------------------------------------------------- | ---------- | ---------------------------------------------------------------------------------------- |
| اتکیر یوسفوف '۲۷                                                    | گزارش      | ۵۶' عادل‌جان همراه‌بکوف                                                                    |
| ضربات پنالتی                                                        |            |                                                                                          |
| اکرم عفیف · المعز علی · المهدی علی مختار · سلطان البریک · پدرو میگل | ۳–۲        | اتابک شاکروف · رستم آشورماتوف · شاهباز عمروف · ظفرمراد عبدالرحمتوف · جلال‌الدین ماشاریپوف |

### نیمه نهایی
| اردن                                | ۲–۰   | کرهٔ جنوبی |
| ----------------------------------- | ----- | --------- |
| یزن النعیمات ۵۳' · موسی التعمری ۶۶' | گزارش |           |

| ایران                                        | ۲–۳   | قطر                                           |
| -------------------------------------------- | ----- | --------------------------------------------- |
| سردار آزمون ۴' · علیرضا جهانبخش ۵۱' (پنالتی) | گزارش | ۱۷' جاسم جابر · ۴۳' اکرم عفیف · ۸۲' المعز علی |

### فینال
| اردن             | ۱–۳   | قطر                                                  |
| ---------------- | ----- | ---------------------------------------------------- |
| یزن النعیمات ۶۷' | گزارش | ۲۲' (پنالتی)، ۷۳' (پنالتی)، ۵+۹۰' (پنالتی) اکرم عفیف |

## قهرمان
| قهرمان جام ملت‌های آسیا ۲۰۲۳ |
| --------------------------- |
| قطر                         |
| قطر دومین قهرمانی           |

## درگیری بازیکنان ایران و قطر
بعد از پایان بازی مرحله نیمه‌نهایی میان دو تیم ملی فوتبال ایران و قطر که به شکست تیم ملی فوتبال ایران انجامید بازیکنان تیم ملی فوتبال ایران که از این شکست بسیار ناراحت بودند. و بازیکنان و هواداران قطری به توهین به ایرانیان پرداختند و بازیکنان ایرانی عصبانی شدند و درگیری میان آنها به وجود آمد که بعد از مدتی این درگیری لفظی و فیزیکی به پایان رسید و بازیکنان و تماشاگران قطری به شادی خود ادامه دادند.

## رده‌بندی نهایی
| قهرمان نائب قهرمان | نیمه نهایی یک‌چهارم نهایی | یک‌هشتم نهایی مرحله گروهی |

| معیارهای رده‌بندی نهایی |
| --- |

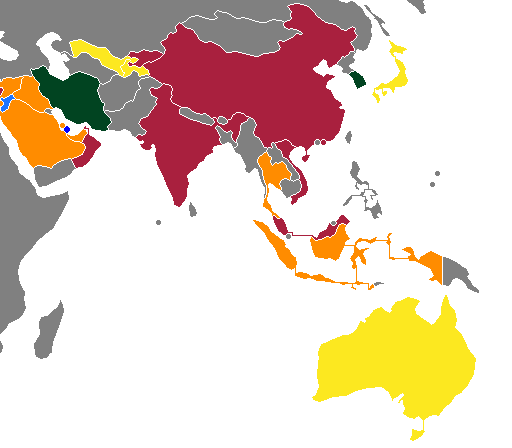
نتیجه نهایی تیم‌های شرکت‌کننده در جام ملت‌های آسیا ۲۰۲۳
قهرمان
نائب قهرمان
نیمه نهایی
یک‌چهارم نهایی
یک‌هشتم نهایی
مرحله گروهی

| برای تیم‌های حذف شده در هر دور حذفی از مسابقات، معیارهای زیر به ترتیب ارائه شده، در نظر گرفته می‌شود تا رده‌بندی نهایی مشخص شود: 1. تفاضل گل در همان دور از مسابقات؛ 2. گل‌های زده در همان دور از مسابقات؛ 3. اگر در مرحله یک‌چهارم نهایی یا نیمه‌نهایی تمام موارد بالا برابر بودند، همین موارد در مرحله حذفی یک‌هشتم نهایی در نظر گرفته می‌شود و اگر باز هم آمار برابری داشتند موارد زیر به ترتیب در نظر گرفته می‌شوند؛ 4. امتیاز دور گروهی؛ 5. تفاضل گل دور گروهی؛ 6. گل‌های زده شده در دور گروهی؛ 7. امتیازهای انضباطی. برای تیم‌های حذف شده در دور گروهی، معیارهای زیر به ترتیب ارائه شده، در نظر گرفته می‌شود تا رده‌بندی نهایی مشخص شود: 1. موقعیت در گروه 2. امتیاز 3. تفاضل گل 4. گل زده 5. امتیاز انضباطی. |

| رتبه                           | تیم               | گ | بازی | ب | م | ب | گ‌ز | گ‌خ | ت‌گ | امتیاز |
| ------------------------------ | ----------------- | - | ---- | - | - | - | -- | -- | -- | ------ |
| ۱                              | قطر               | A | ۷    | ۶ | ۱ | ۰ | ۱۴ | ۵  | ۹+ | ۱۹     |
| ۲                              | اردن              | E | ۷    | ۴ | ۱ | ۲ | ۱۳ | ۸  | ۵+ | ۱۳     |
| حذف شده در مرحله نیمه نهایی    |                   |   |      |   |   |   |    |    |    |        |
| ۳                              | ایران             | C | ۶    | ۴ | ۱ | ۱ | ۱۲ | ۷  | ۵+ | ۱۳     |
| ۴                              | کرهٔ جنوبی         | E | ۶    | ۲ | ۳ | ۱ | ۱۱ | ۱۰ | ۱+ | ۹      |
| حذف شده در مرحله یک‌چهارم نهایی |                   |   |      |   |   |   |    |    |    |        |
| ۵                              | ازبکستان          | B | ۵    | ۲ | ۳ | ۰ | ۷  | ۳  | ۴+ | ۹      |
| ۶                              | استرالیا          | B | ۵    | ۳ | ۱ | ۱ | ۹  | ۳  | ۶+ | ۱۰     |
| ۷                              | ژاپن              | D | ۵    | ۳ | ۰ | ۲ | ۱۲ | ۸  | ۴+ | ۹      |
| ۸                              | تاجیکستان         | A | ۵    | ۱ | ۲ | ۲ | ۳  | ۴  | ۱- | ۵      |
| حذف شده در مرحله یک‌هشتم نهایی  |                   |   |      |   |   |   |    |    |    |        |
| ۹                              | عربستان سعودی     | F | ۴    | ۲ | ۲ | ۰ | ۵  | ۲  | ۳+ | ۸      |
| ۱۰                             | امارات متحدهٔ عربی | C | ۴    | ۱ | ۲ | ۱ | ۶  | ۵  | ۱+ | ۵      |
| ۱۱                             | سوریه             | B | ۴    | ۱ | ۲ | ۱ | ۲  | ۲  | ۰  | ۵      |
| ۱۲                             | عراق              | D | ۴    | ۳ | ۰ | ۱ | ۱۰ | ۷  | ۳+ | ۹      |
| ۱۳                             | تایلند            | F | ۴    | ۱ | ۲ | ۱ | ۳  | ۲  | ۱+ | ۵      |
| ۱۴                             | فلسطین            | C | ۴    | ۱ | ۱ | ۲ | ۶  | ۷  | ۱- | ۴      |
| ۱۵                             | بحرین             | E | ۴    | ۲ | ۰ | ۲ | ۴  | ۶  | ۲- | ۶      |
| ۱۶                             | اندونزی           | D | ۴    | ۱ | ۰ | ۳ | ۳  | ۱۰ | ۷- | ۳      |
| حذف شده در مرحله گروهی         |                   |   |      |   |   |   |    |    |    |        |
| ۱۷                             | عمان              | F | ۳    | ۰ | ۲ | ۱ | ۲  | ۳  | ۱- | ۲      |
| ۱۸                             | چین               | A | ۳    | ۰ | ۲ | ۱ | ۰  | ۱  | ۱- | ۲      |
| ۱۹                             | قرقیزستان         | F | ۳    | ۰ | ۱ | ۲ | ۱  | ۵  | ۴- | ۱      |
| ۲۰                             | لبنان             | A | ۳    | ۰ | ۱ | ۲ | ۱  | ۵  | ۴- | ۱      |
| ۲۱                             | مالزی             | E | ۳    | ۰ | ۱ | ۲ | ۳  | ۸  | ۵- | ۱      |
| ۲۲                             | ویتنام            | D | ۳    | ۰ | ۰ | ۳ | ۴  | ۸  | ۴- | ۰      |
| ۲۳                             | هنگ کنگ\|\|C      | ۳ | ۰    | ۰ | ۳ | ۱ | ۷  | ۶- | ۰  |        |
| ۲۴                             | هند               | B | ۳    | ۰ | ۰ | ۳ | ۰  | ۶  | ۶- | ۰      |

## آمار

### جوایز
آقای گل
 اکرم عفیف (۸ گل)
بهترین بازیکن
 اکرم عفیف
بهترین دروازه‌بان
 مشعل برشم
بازی جوانمردانه
 قطر

### گلزنان
۱۳۲ گل در ۵۱ مسابقه به ثمر رسیده است که میانگین ۲٫۵۹ گل به‌ازای هر بازی است.
۸ گل
- اکرم عفیف

۶ گل
- ایمن حسین

۴ گل
- آیاسه یدا
- یزن النعیمات

۳ گل
- مهدی طارمی
- موسی التعمری
- کنگین لی
- سون هیونگ مین
- عدی دباغ

۲ گل
- مهدی قایدی
- سردار آزمون
- علیرضا جهانبخش
- حسن الهیدوس
- المعز علی
- محمود المرضی
- تاکومی مینامینو
- عباس‌بک فیض‌الله‌یف
- عزیزبک تورگون‌بائف
- سوپاچای جیدد
- سلطان عادل
- یحیی الغسانی
- عمر خربین
- مارتین بویل
- جکسون اروین
- کریگ گودوین

۱ گل
- کریم انصاری‌فرد
- شجاع خلیل‌زاده
- محمد محبی
- جاسم جابر
- یزن العرب
- نزار الرشدان
- ایگور سرگیف
- شیرزاد نصرالله‌اف
- عادل‌جان همراه‌بکوف
- کیتو ناکامورا
- واتارو اندو
- ریتسو دوان
- تاکفوسا کوبو
- هیده‌ماسا موریتا
- هوانگ این-بئوم
- جئونگ وو-یئونگ
- چو گیو-سونگ
- هانگ هی چان
- عبدالرحمن غریب
- علی البلیهی
- محمد کنو
- فیصل الغامدی
- عبدالله ردیف
- مارسلینو فردینان
- اسناوی مانجکوالام
- سندی والش
- عبدالله الحشاش
- علی مدن
- عبدالله یوسف هلال
- مهند علی
- اسامه رشید
- ریبین سولاقا
- سعد ناطق
- پرویزجان عمربایف
- نورالدین همراه‌قلوف
- وحدت حنانوف
- جردن بوس
- هری سوتار
- تامر صیام
- زید قنبر
- زاید سلطان
- خلیفه الحمادی
- فام توآن های
- نگوین دین باک
- بی هوانگ ویت ان
- انگوین کوانگ‌های
- فیصل حلیم
- عارف ایمن هناپی
- رومل مورالس
- صلاح الیحیائی
- محسن الغسانی
- فیلیپ چان
- باسل جرادی
- جوئل کوجو
- سوپاچوک ساراچات

گل به خودی
- یزن العرب (مقابل کره جنوبی)
- پارک یونگ-وو (مقابل اردن)
- آیاسه یدا (مقابل بحرین)
- بدر ناصر عبدالعزیز (مقابل فلسطین)
- وحدت حنانوف (مقابل اردن)
- جاستین هابنر (مقابل ژاپن)
- الکان باگوت (مقابل استرالیا)
- اتکیر یوسفوف (مقابل قطر)

### محرومیت
یک بازیکن به‌طور خودکار برای بازی بعدی به دلیل یکی تخلفات زیر محروم می‌شود:
- دریافت کارت قرمز ( یا  ) (تعلیق کارت قرمز ممکن است برای تخلفات جدی تمدید شود)
- دریافت دو کارت زرد () در دو مسابقه

محرومیت‌های زیر در طول مسابقات رخ داده‌است:
| بازیکن(ها)/کادرفنی(ها)      | تخلف(ها) | محرومیت در بازی |
| --------------------------- | --- | --- |
| بحرین هزاع علی              | از سوی AFC به دلیل نمونه مثبت دوپینگ پس از گروه E بازی مقابل کره جنوبی تعلیق شد. (روز مسابقه ۱؛ ۱۵ ژانویه ۲۰۲۴)                | گروه E مقابل اردن (روز مسابقه ۳؛ ۲۵ ژانویه ۲۰۲۴) |
| همدانی کمالوف               | '۷۹ در گروه A مقابل قطر (روز مسابقه ۲؛ ۱۷ ژانویه ۲۰۲۴)                                                                         | گروه A مقابل لبنان (روز مسابقه ۳؛ ۲۲ ژانویه ۲۰۲۴) مرحله حذفی دور یک شانزدهم مقابل امارات متحده عربی (۲۸ ژانویه ۲۰۲۴) مرحله حذفی یک چهارم نهایی مقابل اردن (۲ فوریه ۲۰۲۴) |
| پدرو میگل                   | '۹۰ در گروه A مقابل لبنان (روز مسابقه ۱؛ ۱۲ ژانویه ۲۰۲۴) '۹۰+۱۱ در گروه A مقابل تاجیکستان (روز مسابقه ۲؛ ۱۷ ژانویه ۲۰۲۴)       | گروه A مقابل چین (روز مسابقه ۳؛ ۲۲ ژانویه ۲۰۲۴) |
| خلیفه الحمادی               | '۳۷ اخراج در گروه C مقابل فلسطین (روز مسابقه ۲؛ ۱۸ ژانویه ۲۰۲۴)                                                                | گروه C مقابل ایران (روز مسابقه ۳؛ ۲۳ ژانویه ۲۰۲۴) |
| پائولو بنتو (سرمربی)        | '۴۵+۱ '۹۰+۹ در گروه C مقابل فلسطین (روز مسابقه ۲؛ ۱۸ ژانویه ۲۰۲۴)                                                              | گروه C مقابل ایران (روز مسابقه ۳؛ ۲۳ ژانویه ۲۰۲۴) |
| له فام تان لونگ             | '۸۳ '۹۰+۲ در گروه D مقابل اندونزی (روز مسابقه ۲؛ ۱۹ ژانویه ۲۰۲۴)                                                               | گروه D مقابل عراق (روز مسابقه ۳؛ ۲۴ ژانویه ۲۰۲۴) |
| تیراتون بونماتان            | '۸ در گروه F مقابل قرقیزستان (روز مسابقه ۱؛ ۱۶ ژانویه ۲۰۲۴) '۵۷ درگروه F مقابل عمان (روز مسابقه ۲؛ ۲۱ ژانویه ۲۰۲۴)             | گروه F مقابل عربستان سعودی (روز مسابقه ۳؛ ۲۵ ژانویه ۲۰۲۴) |
| ایزار اکمتوف                | '۹ در گروه F مقابل عربستان سعودی (روز مسابقه ۲؛ ۲۱ ژانویه ۲۰۲۴)                                                                | گروه F مقابل عمان (روز مسابقه ۳؛ ۲۵ ژانویه ۲۰۲۴) |
| کیمی مرک                    | '۵۲ در گروه F مقابل عربستان سعودی (روز مسابقه ۲؛ ۲۱ ژانویه ۲۰۲۴)                                                               | گروه F مقابل عمان (روز مسابقه ۳؛ ۲۵ ژانویه ۲۰۲۴) |
| قاسم الزین                  | '۵۴ در گروه A مقابل تاجیکستان (روز مسابقه ۳؛ ۲۲ ژانویه ۲۰۲۴)                                                                   | محرومیت در خارج از مسابقات اجرا می‌شود |
| حسین کنعانی                 | '۱۷ در گروه C مقابل فلسطین (روز مسابقه ۱؛ ۱۴ ژانویه ۲۰۲۴) '۶۱ در گروه C مقابل امارات متحده عربی (روز مسابقه ۳؛ ۲۳ ژانویه ۲۰۲۴) | مرحله یک‌هشتم نهایی مقابل سوریه (۳۱ ژانویه ۲۰۲۴) |
| خوات وان خانگ               | '۶ '۴۵+۴ در گروه D مقابل عراق (روز مسابقه ۳؛ ۲۴ ژانویه ۲۰۲۴)                                                                   | محرومیت در خارج از مسابقات اجرا می‌شود |
| ایمن حسین                   | '۴۵+۳ '۷۷ در مرحله یک‌هشتم نهایی مقابل اردن (۲۹ ژانویه ۲۰۲۴)                                                                    | محرومیت در خارج از مسابقات اجرا می‌شود |
| حمزه الدردور (بازیکن ذخیره) | '۹۰+۶ در مرحله یک‌هشتم نهایی مقابل عراق (۲۹ ژانویه ۲۰۲۴)                                                                        | یک چهارم نهایی مقابل تاجیکستان (۲ فوریه ۲۰۲۴) |
| نزار الرشدان                | '۴۵+۱ در گروه E مقابل مالزی (روز مسابقه ۱؛ ۱۵ ژانویه ۲۰۲۴) '۹۰+۸ در مرحله یک شانزدهم مقابل عراق (۲۹ ژانویه ۲۰۲۴)               | یک چهارم نهایی مقابل تاجیکستان (۲ فوریه ۲۰۲۴) |
| عبدالقادر حسنوف             | '۵۴ در گروه B مقابل سوریه (روز مسابقه ۱؛ ۱۳ ژانویه ۲۰۲۴) '۸۸ در مرحله یک‌هشتم نهایی مقابل تایلند (۳۰ ژانویه ۲۰۲۴)               | یک چهارم نهایی مقابل قطر (۳ فوریه ۲۰۲۴) |
| مهدی طارمی                  | '۸۱ '۹۰+۱ در مرحله یک‌هشتم نهایی مقابل سوریه (۳۱ ژانویه ۲۰۲۴)                                                                   | یک چهارم نهایی مقابل ژاپن (۳ فوریه ۲۰۲۴) |
| سالم العجالین               | '۵۶ در گروه E مقابل بحرین (روز مسابقه ۳؛ ۲۵ ژانویه ۲۰۲۴) '۶۸ در یک چهارم نهایی مقابل تاجیکستان (۲ فوریه ۲۰۲۴)                  | نیمه نهایی مقابل کره جنوبی (۶ فوریه ۲۰۲۴) |
| علی علوان                   | '۶۸ در گروه E مقابل بحرین (روز مسابقه ۳؛ ۲۵ ژانویه ۲۰۲۴) '۸۳ در یک چهارم نهایی مقابل تاجیکستان (۲ فوریه ۲۰۲۴)                  | نیمه نهایی مقابل کره جنوبی (۶ فوریه ۲۰۲۴) |
| کیم مین جائه                | '۱۳ در گروه E مقابل بحرین (روز مسابقه ۱؛ ۱۵ ژانویه ۲۰۲۴) '۹۰+۱ در یک چهارم نهایی مقابل استرالیا (۲ فوریه ۲۰۲۴)                 | نیمه‌نهایی مقابل اردن (۶ فوریه ۲۰۲۴) |
| آیدن اونیل                  | '۱۰۵+۴ در یک چهارم نهایی مقابل کره جنوبی (۲ فوریه ۲۰۲۴)                                                                        | محرومیت در خارج از مسابقات اجرا می‌شود |
| شجاع خلیل‌زاده               | '۹۰+۳ در نیمه نهایی مقابل قطر (۷ فوریه ۲۰۲۴)                                                                                   | محرومیت در خارج از مسابقات اجرا می‌شود |

### کلین شیت‌ها
۳ بازی
- متیو رایان
- یزید ابولیلی

۲ بازی
- مشعل برشم (بعلاوه یک نیمه)
- اتکیر یوسفوف
- پتیوت خامای
- یان جونلینگ
- احمد مدنیه
- ابراهیم لطف‌الله

۱ بازی
- علیرضا بیرانوند
- راغد النجار
- احمد الکسار
- سارانون آنوین
- رستم یتیموف
- مصطفی مطر
- رامی حماده
- ارناندو آری
- سعد الشیب (تنها یک نیمه)

## حق پخش تلویزیونی
پخش کنندگان در سراسر جهان که حق پخش این مسابقات را به دست آورده‌اند عبارتند از:
| سرزمین            | شبکه‌ها                                 | منبع                 |
| ----------------- | -------------------------------------- | -------------------- |
| ارمنستان          | Start TV                               | [ ۳۷ ]               |
| استرالیا          | Fox sport                              | [ ۳۸ ]               |
| اتریش             | Sport digital                          | [ ۳۹ ]               |
| آذربایجان         | TV Start                               | [ ۳۷ ]               |
| بنگلادش           | T Sport                                | [ ۴۰ ]               |
| بلاروس            | TV Start                               | [ ۳۷ ]               |
| بلژیک             | trailer TV                             | [ ۴۱ ]               |
| بوتان             | Football Sport                         | [ ۴۲ ]               |
| بوسنی و هرزگوین   | اسپور کلاب                             | [ ۴۳ ]               |
| برزیل             | ESPN                                   | [ ۴۴ ]               |
| بلغارستان         | Dima Sport                             | [ ۴۳ ]               |
| کامبوج            | Hang meas                              | [ ۴۱ ] [ ۴۵ ]        |
| کانادا            | پارامونت پلاس                          | [ ۴۶ ]               |
| چین               | آی‌چی‌یی و تلویزیون مرکزی چین            | [ ۴۱ ] [ ۴۷ ] [ ۴۸ ] |
| کرواسی            | اسپور کلاب                             | [ ۴۳ ]               |
| استونی            | TV Start                               | [ ۳۷ ]               |
| فنلاند            | C More Sport                           | [ ۴۹ ]               |
| فرانسه            | Triller TV                             | [ ۴۱ ]               |
| آلمان             | Sport digital                          | [ ۳۹ ]               |
| گرجستان           | Silk Sport                             | [ ۴۱ ]               |
| گوآم              | پارامونت پلاس                          | [ ۵۰ ]               |
| هنگ کنگ           | HOY TV                                 | [ ۵۱ ]               |
| هند               | Sport 18                               | [ ۴۱ ]               |
| اندونزی           | مدیا نوسانتارا                         | [ ۵۲ ]               |
| عراق              | Alrabia                                | [ ۵۳ ]               |
| ایرلند            | Triller TV                             | [ ۴۱ ]               |
| ایران             | شبکه سه و شبکه ورزش                    | [ ۴۱ ]               |
| ایتالیا           | One football                           | [ ۴۱ ]               |
| ساحل عاج          | RTI                                    | [ ۴۱ ]               |
| ژاپن              | دازون و تی‌وی آساهی                     | [ ۵۴ ] [ ۵۵ ]        |
| قزاقستان          | Sport+                                 | [ ۴۱ ] [ ۵۶ ]        |
| قرقیزستان         | KTRK                                   | [ ۴۱ ]               |
| لائوس             | KJSMWorld                              | [ ۴۵ ]               |
| لتونی             | TV Start                               | [ ۳۷ ]               |
| لیتوانی           | TV Start                               | [ ۳۷ ]               |
| ماکائو            | M Plus Live                            | [ ۵۷ ]               |
| مالزی             | Astro SuperSport, رادیو تلویزیون مالزی | [ ۴۱ ] [ ۵۸ ] [ ۵۹ ] |
| مالدیو            | PSM                                    | [ ۶۰ ]               |
| مولدووا           | TV Start                               | [ ۳۷ ]               |
| هلند              | Triller TV                             | [ ۴۱ ]               |
| پرتغال            | Sport TV                               | [ ۴۱ ]               |
| قطر               | بی ان اسپورت و الکاس                   | [ ۴۱ ]               |
| رومانی            | Antena                                 | [ ۶۱ ]               |
| روسیه             | TV Start                               | [ ۳۷ ]               |
| سان مارینو        | one football                           | [ ۴۱ ]               |
| عربستان سعودی     | اس‌اس‌سی و Shahid                        | [ ۶۲ ] [ ۶۳ ]        |
| صربستان           | اسپور کلاب                             | [ ۴۳ ]               |
| سنگاپور           | Mediacorp                              | [ ۴۱ ]               |
| اسلوونی           | اسپور کلاب                             | [ ۴۳ ]               |
| کره جنوبی         | سی‌جی ئی‌ان‌ام                            | [ ۶۴ ] [ ۶۵ ]        |
| سوئد              | C more sport                           | [ ۴۹ ]               |
| سوئیس             | Sport digital                          | [ ۳۹ ]               |
| تایوان            | ELTA                                   | [ ۶۶ ]               |
| تاجیکستان         | شبکه فوتبال و شبکه ورزش (تاجیکستان)    | [ ۴۱ ]               |
| ترکیه             | D-Smart                                | [ ۶۷ ]               |
| ترکمنستان         | شبکه ورزش ترکمنستان                    | [ ۴۱ ]               |
| بریتانیا          | trailer TV                             | [ ۴۱ ]               |
| اوکراین           | Sport1                                 | [ ۴۱ ]               |
| امارات متحده عربی | شبکه ورزشی ابوظبی                      | [ ۶۸ ]               |
| آمریکا            | پارامونت پلاس                          | [ ۴۶ ]               |
| ازبکستان          | شبکه ورزش ازبکستان                     | [ ۴۱ ]               |

## بازار یابی

### لوگو و شعار
لوگوی رسمی مسابقات در طول قرعه کشی نهایی در ۱۱ مه ۲۰۲۳ راه اندازی شد. این لوگو تصویری از جام جام ملت‌های آسیا را با خطوط جام الهام گرفته از پرهای شاهین و گلبرگ‌های گل نیلوفر آبی نشان می‌دهد. بالای لوگو به رنگ ملی قطر، مایل به قهوه‌ای، رنگ آمیزی شده‌است، در حالی که دم لوگو دارای یک نقطه عربی است.
شعار این مسابقات (حیا آسیا)، که به معنای  بیایید به آسیا برویم است، که در ۵ اکتبر ۲۰۲۳ در رویدادی به مناسبت ۱۰۰ روز تا آغاز مسابقات اعلام شد.

### توپ مسابقات

توپ مرحله گروهی رقابت‌ها

توپ رسمی مسابقات، VORTEXAC23 ساخته شده توسط کلمه، در ۱۰ اوت ۲۰۲۳ رونمایی شد. طراحی توپ رنگ‌های قهوه‌ای قطر را در بر می‌گیرد، هویت این کشور را بازتاب می‌دهد، و نماد قهرمانی را در مرکز آن منعکس می‌کند. رنگ طلایی این توپ از شن‌های بیابانی کشور میزبان یعنی قطر الهام گرفته‌است که با رنگ قرمز سنتی این کشور ترکیب شده‌است. این تضاد روح رقابتی هیجان‌انگیز را منعکس می‌کند. این توپ همچنین تحت آزمایش‌های فنی گسترده قرار گرفته تا اطمینان حاصل شود که بالاترین استانداردهای عملکرد، کیفیت، دوام و آمادگی برای استفاده در مسابقات را دارد.
در ۲۰ دسامبر ۲۰۲۳، توپ رسمی مسابقه فینال، VORTEXAC23+، رونمایی شد. این توپ بر اساس طراحی VORTEXAC23 ساخته شده‌است و از طرح رنگی عمدتاً طلایی و قهوه ای استفاده می‌کند که نشان از منعکس کردن اعتبار رقابت برای عنوان قهرمانی جام ملت‌های آسیا است.

### آهنگ رسمی
آهنگ رسمی مسابقات، با نام (هدف)، توسط حمود الخضر و فهد الحجاجی، در ۱ ژانویه ۲۰۲۴ منتشر شد.

### فروش بلیط
اولین بازه زمانی فروش بلیط‌ها در ۱۰ اکتبر ۲۰۲۳ آغاز شد. و بیش از ۱۵۰۰۰۰ بلیت تنها در یک هفته فروخته شد. ۹۰۰۰ بلیت دیگر در ۲۴ ساعت اول از بازه زمانی دوم بلیط فروشی در ۱۹ نوامبر ۲۰۲۳ فروخته شد. هواداران از قطر، عربستان سعودی، فیلیپین و هند اکثر بلیط‌های ارائه شده را خریداری کردند. علاوه بر بازی افتتاحیه بین قطر و لبنان، که در ۱۲ ژانویه ۲۰۲۴ برگزار گردید، بازی بین عربستان سعودی و عمان نیز در کنار این مسابقه بیشترین بلیت فروخته شده را در اولین روز به دست آورد.
قیمت بلیط‌های مسابقه از (تقریباً ۶٫۸ دلار آمریکا) شروع می‌شود تا امکان دسترسی بیشتر برای میلیون‌ها هوادار فراهم شود. در ۲۰ نوامبر ۲۰۲۳، کمیته سازماندهی محلی (LOC) مسابقات اعلام کرد که درآمد حاصل از فروش بلیت را برای حمایت از کمک‌های اضطراری برای فلسطین، در بحبوحه جنگ اسرائیل و حماس، اهدا خواهد کرد.

### مسابقات ورزش‌های الکترونیک

این مسابقات ورزش الکترونیکی همزمان با آغاز مسابقات و در کنسول PS5 و بازی ویدیویی Konami - eFootball 2024 برگزار می‌شود. این اولین باری است که چنین مسابقاتی توسط ای اف سی برگزار می‌شود. در مسابقات ورزش‌های الکترونیکی که در دوحه برگزار می‌شود، ۲۰ اتحادیه عضو کنفدراسیون فوتبال آسیا که در جام ملت‌های آسیای ۲۰۲۳ رقابت می‌کنند، حضور خواهند داشت.

### جوایز
مجموع جوایز این مسابقات ۱۴٬۸۰۰٬۰۰۰ دلار آمریکا است. قهرمان ۵ میلیون دلار، نایب قهرمان ۳ میلیون دلار و بازنده‌های نیمه نهایی یک میلیون دلار دریافت خواهند کرد. همه ۲۴ تیم شرکت کننده نیز ۲۰۰۰۰۰ دلار آمریکا دریافت خواهند کرد.

### اسپانسرینگ
شرکای رسمی جهانی
- کونتیننتال آگ آلمان[۷۱]
- کردیت سایسون[۷۲]
- نیوم[۷۳]
- هواپیمایی قطر[۷۴]
- ویزیت سعودی[۷۵]
- گروه ییلی[۷۶]
- فمیلی مارت

حامیان رسمی جهانی
- کلمه[۷۷]
- کونامی (ئی‌فوتبال)[۷۸]

شرکای رسمی منطقه ای
- پپرستون[۷۹]
- ویزا کارت[۸۰]

ارائه دهنده رسمی مهمان نوازی
- مچ هاسپیتالیتی (آسیا)[۸۱]

شریک رسمی پخش ویدئو و داده‌ها
- اسپورت ریدر سوئیس[۸۲]